# Orto (revista)
Orto fue una revista mensual publicada en Valencia entre 1932 y 1934, de orientación obrerista.

## Historia
Publicada en la ciudad española de Valencia empezó a publicarse en marzo de 1932 De orientación obrerista, fue dirigida por Marín Civera. Para el historiador del arte Valeriano Bozal se trató de una «publicación socialista de notable importancia», para Antonio Checa Godoy en cambio «un intento sumamente interesante de aunar marxismo y anarcosindicalismo». Javier Navarro remarca la variedad ideológica de los autores publicados, dentro de la izquierda obrera. Cesaría su publicación en enero de 1934
Contó con colaboraciones de Ramón J. Sender, Josep Renau, Manuel Monleón, Camillo Berneri, Max Nettlau, Gastón Leval, Émile Armand, Ángel Pestaña, Lucien Laurat, Henri Barbusse, Andreu Nin, Hildegart Rodríguez, Matías Usero Torrente, Luis Huerta, Amparo Poch y Gascón, Isaac Puente, Eugen Relgis o Alfonso Martínez Rizo. Un facsímil de los veinte números de la revista fue reeditado conjuntamente por la UNED de Alcira y la Fundación Instituto de Historia Social, con introducción de Javier Paniagua.